# Anthela julia
Anthela julia is een vlinder uit de familie van de Anthelidae. De wetenschappelijke naam van de soort is voor het eerst geldig gepubliceerd door Gustaaf Hulstaert.